# Alchemilla fusoidea
Alchemilla fusoidea é uma espécie de rosácea do gênero Alchemilla, pertencente à família Rosaceae.